# مطار قلات
مطار قلات (بالإنجليزية: Qalat Airport)‏ (إيكاو: OAQA) هو مطار عسكري يخضع لسيطرة لواء المشاة البحرية، ويبعد ميلين شمال غرب مدينة قلات في أفغانستان.